# Claviger nebrodensis
Claviger nebrodensis – chrząszcz z rodziny kusakowatych, podrodziny Pselaphinae.

## Występowanie
Występuje endemicznie na Sycylii.